# Lachapelle-sous-Chaux
Lachapelle-sous-Chaux est une commune française située dans le département du Territoire de Belfort, la région culturelle et historique de Franche-Comté et la région administrative Bourgogne-Franche-Comté.
Lachapelle-sous-Chaux est administrativement rattachée au canton de Giromagny.
Ses habitants sont appelés les Chapelottis.

## Géographie
Le village, situé à quelques kilomètres du pied des Vosges du sud s'est développé surtout depuis les années soixante, quand l'automobile a permis aux personnes travaillant dans l'agglomération belfortaine d'habiter en dehors de la ville. Son cadre naturel, assez proche de Belfort lui permet d'attirer de nombreux habitants ainsi que beaucoup de randonneurs. Il y avait 680 habitants en 2008, une cinquantaine d'habitants de plus qu'il y a 10 ans. Le territoire communal repose sur le bassin houiller stéphanien sous-vosgien.
C'est une des 189 communes du parc naturel régional des Ballons des Vosges.

### Climat
Pour des articles plus généraux, voir Climat de la Bourgogne-Franche-Comté et Climat du Territoire de Belfort.
En 2010, le climat de la commune est de type climat de montagne, selon une étude du Centre national de la recherche scientifique s'appuyant sur une série de données couvrant la période 1971-2000. En 2020, Météo-France publie une typologie des climats de la France métropolitaine dans laquelle la commune est exposée à un climat semi-continental et est dans la région climatique  Vosges, caractérisée par une pluviométrie très élevée (1 500 à 2 000 mm/an) en toutes saisons et un hiver rude (moins de 1 °C). 
Pour la période 1971-2000, la température annuelle moyenne est de 9,5 °C, avec une amplitude thermique annuelle de 17 °C. Le cumul annuel moyen de précipitations est de 1 307 mm, avec 13,5 jours de précipitations en janvier et 10,7 jours en juillet. Pour la période 1991-2020, la température moyenne annuelle observée sur la station météorologique de Météo-France la plus proche, « Giromagny_sapc », sur la commune de Giromagny à 4 km à vol d'oiseau, est de 10,2 °C et le cumul annuel moyen de précipitations est de 1 636,6 mm. 
La température maximale relevée sur cette station est de 37,2 °C, atteinte le 24 juillet 2019 ; la température minimale est de −18,9 °C, atteinte le 20 décembre 2009,,. 
Les paramètres climatiques de la commune ont été estimés pour le milieu du siècle (2041-2070) selon différents scénarios d'émission de gaz à effet de serre à partir des nouvelles projections climatiques de référence DRIAS-2020. Ils sont consultables sur un site dédié publié par Météo-France en novembre 2022.

## Urbanisme

### Typologie
Au 1er janvier 2024, Lachapelle-sous-Chaux est catégorisée bourg rural, selon la nouvelle grille communale de densité à sept niveaux définie par l'Insee en 2022.
Elle appartient à l'unité urbaine de Belfort, une agglomération inter-départementale regroupant 16  communes, dont elle est une commune de la banlieue,,. Par ailleurs la commune fait partie de l'aire d'attraction de Belfort, dont elle est une commune de la couronne,. Cette aire, qui regroupe 91 communes, est catégorisée dans les aires de 50 000 à moins de 200 000 habitants,.

### Occupation des sols
L'occupation des sols de la commune, telle qu'elle ressort de la base de données européenne d’occupation biophysique des sols Corine Land Cover (CLC), est marquée par l'importance des forêts et milieux semi-naturels (51,5 % en 2018), en augmentation par rapport à 1990 (49,8 %). La répartition détaillée en 2018 est la suivante : 
forêts (51,5 %), zones agricoles hétérogènes (26,7 %), eaux continentales (12,9 %), zones urbanisées (6 %), prairies (2,1 %), espaces verts artificialisés, non agricoles (0,7 %). L'évolution de l’occupation des sols de la commune et de ses infrastructures peut être observée sur les différentes représentations cartographiques du territoire : la carte de Cassini (XVIIIe siècle), la carte d'état-major (1820-1866) et les cartes ou photos aériennes de l'IGN pour la période actuelle (1950 à aujourd'hui).

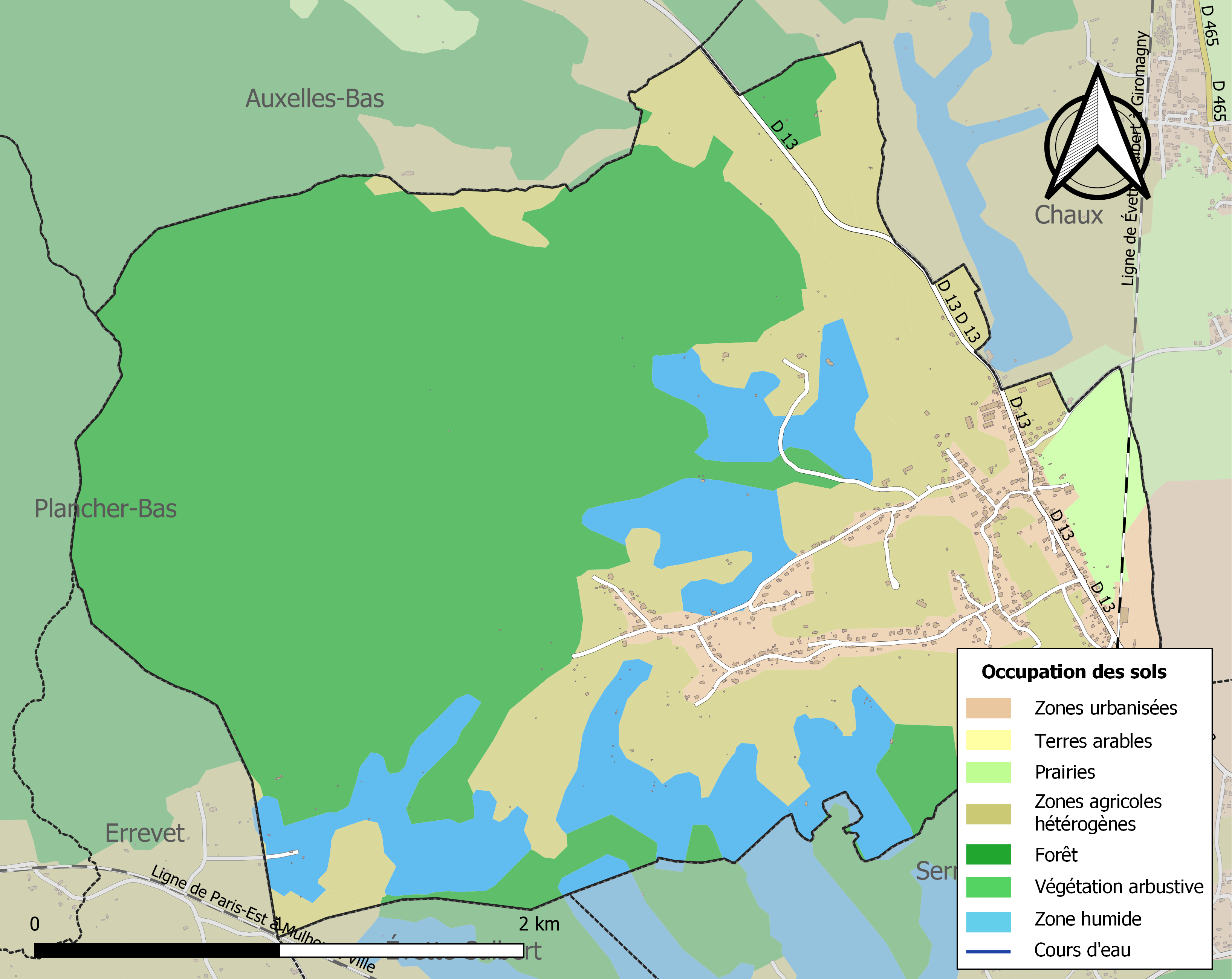
Carte des infrastructures et de l'occupation des sols de la commune en 2018 (CLC).

## Toponymie
- Chappelle sous Chaux (1630), La Chapelle sous Chaux (1793).
- En allemand : Cappeltscha[16].

Lachapelle trouve son origine dans sa première partie dans le latin Capella qui désigne une chapelle. Nom porté dans des régions assez diverses. Lachapelle, toponyme très répandu en France. Variantes : Lachapèle, La Chappelle.

## Histoire

### Faits historiques
Le nom du village est cité pour la première fois en 1347. Il faisait alors partie de la seigneurie du Rosemont. L'église Saint-Vincent a été construite peu avant 1780.
Le 1er juillet 1883 fut inaugurée la ligne de chemin de fer d'intérêt local de Bas-Evette à Giromagny, dont une gare est établie au sud du village de Lachapelle, ce qui va favoriser le développement de l'urbanisation le long de la route de Belfort, entre le centre ancien, près de l'église, et la nouvelle gare. La ligne fut fermée au trafic voyageur en 1938 mais est encore exploitée pour le transport de fret. La gare de Lachapelle est aujourd'hui désaffectée.
L'aérodrome situé entre Chaux, Sermamagny et Lachapelle a été aménagé pendant la Première Guerre mondiale et est toujours en service de nos jours.
La commune a été décorée, le 11 novembre 1948, de la Croix de guerre 1939-1945 avec étoile d'argent.

### Héraldique
| Blason à dessiner | Les armes peuvent se blasonner ainsi : de sable à l'aigle d'or. |

## Politique et administration

### Liste des maires

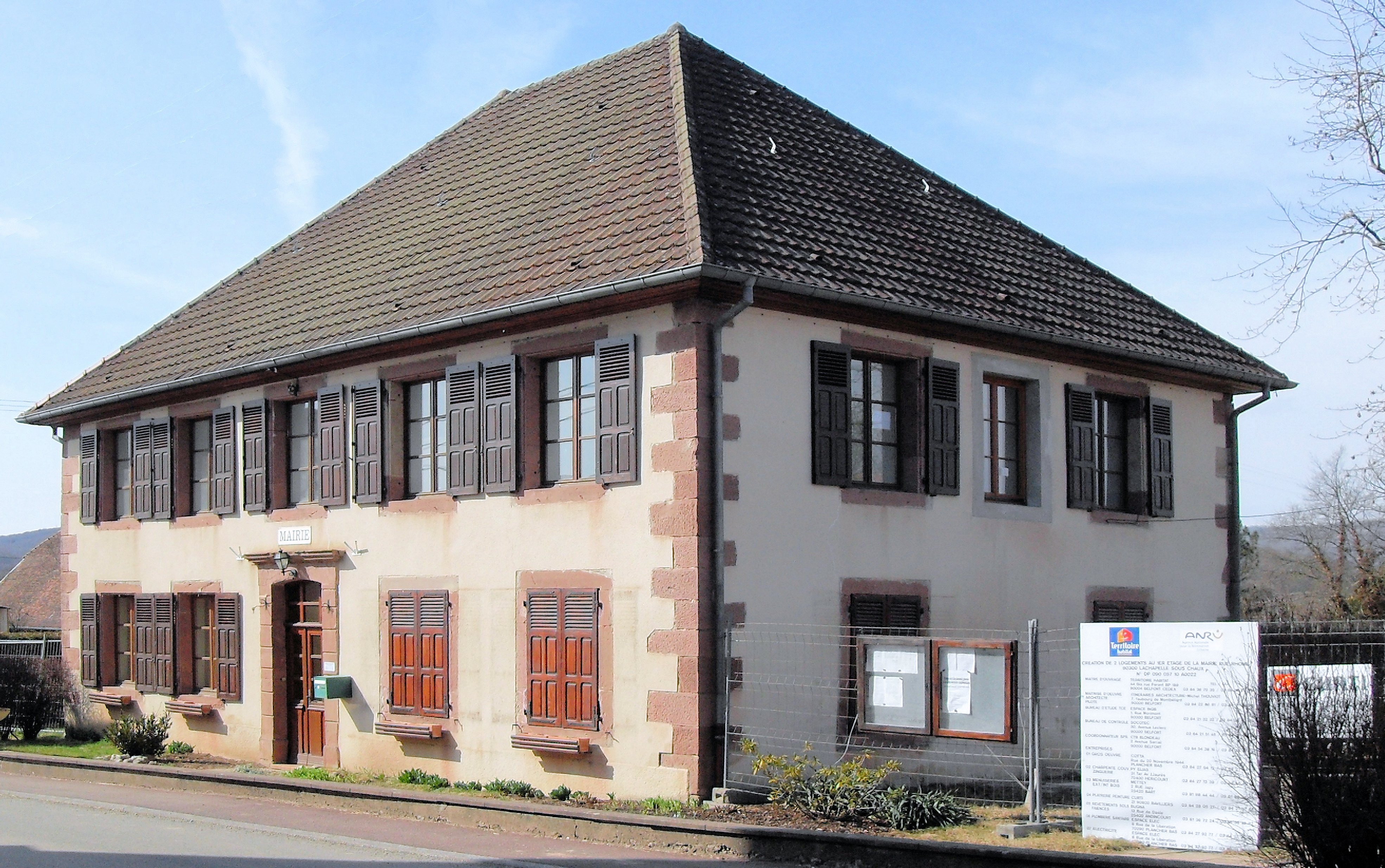
La mairie.

| Période                                  | Période     | Identité                       | Étiquette | Qualité |
| ---------------------------------------- | ----------- | ------------------------------ | --------- | ------- |
| Les données manquantes sont à compléter. |             |                                |           |         |
| mars 2001                                | mars 2008   | Gilbert Hohwiller              |           |         |
| mars 2008                                | 25 mai 2020 | Jean-Claude Hunold             |           |         |
| 25 mai 2020                              | En cours    | Anne-Sophie Peureux-Demangelle |           |         |

### Budget et fiscalité 2015
En 2015, le budget de la commune était constitué ainsi :
- total des produits de fonctionnement : 395 000 €, soit 537 € par habitant ;
- total des charges de fonctionnement : 316 000 €, soit 429 € par habitant ;
- total des ressources d’investissement : 129 000 €, soit 176 € par habitant ;
- total des emplois d’investissement : 137 000 €, soit 187 € par habitant.
- endettement : 410 000 €, soit 558 € par habitant.

Avec les taux de fiscalité suivants :
- taxe d’habitation : 12,75 % ;
- taxe foncière sur les propriétés bâties : 13,44 % ;
- taxe foncière sur les propriétés non bâties : 54,41 % ;
- taxe additionnelle à la taxe foncière sur les propriétés non bâties : 0,00 % ;
- cotisation foncière des entreprises : 0,00 %.

## Population et société

### Démographie
L'évolution du nombre d'habitants est connue à travers les recensements de la population effectués dans la commune depuis 1793. Pour les communes de moins de 10 000 habitants, une enquête de recensement portant sur toute la population est réalisée tous les cinq ans, les populations de référence des années intermédiaires étant quant à elles estimées par interpolation ou extrapolation. Pour la commune, le premier recensement exhaustif entrant dans le cadre du nouveau dispositif a été réalisé en 2007.

En 2022, la commune comptait 748 habitants, en évolution de +2,47 % par rapport à 2016 (Territoire de Belfort : −2,78 %, France hors Mayotte : +2,11 %).
| 1793 | 1800 | 1806 | 1821 | 1831 | 1836 | 1841 | 1846 | 1851 |
| ---- | ---- | ---- | ---- | ---- | ---- | ---- | ---- | ---- |
| 408  | 510  | 518  | 531  | 594  | 590  | 602  | 614  | 637  |

| 1856 | 1861 | 1866 | 1872 | 1876 | 1881 | 1886 | 1891 | 1896 |
| ---- | ---- | ---- | ---- | ---- | ---- | ---- | ---- | ---- |
| 589  | 555  | 525  | 505  | 545  | 587  | 571  | 594  | 587  |

| 1901 | 1906 | 1911 | 1921 | 1926 | 1931 | 1936 | 1946 | 1954 |
| ---- | ---- | ---- | ---- | ---- | ---- | ---- | ---- | ---- |
| 560  | 560  | 570  | 512  | 486  | 471  | 484  | 404  | 470  |

| 1962 | 1968 | 1975 | 1982 | 1990 | 1999 | 2006 | 2007 | 2012 |
| ---- | ---- | ---- | ---- | ---- | ---- | ---- | ---- | ---- |
| 443  | 456  | 543  | 607  | 577  | 625  | 666  | 672  | 706  |

| 2017 | 2022 | - | - | - | - | - | - | - |
| ---- | ---- | - | - | - | - | - | - | - |
| 741  | 748  | - | - | - | - | - | - | - |

### Personnalités liées à la commune
- Bernard Gantner (1928-2018), artiste peintre et graveur, a vécu à Lachapelle-sous-Chaux.

## Économie
Patrimoine industriel

## Lieux et monuments

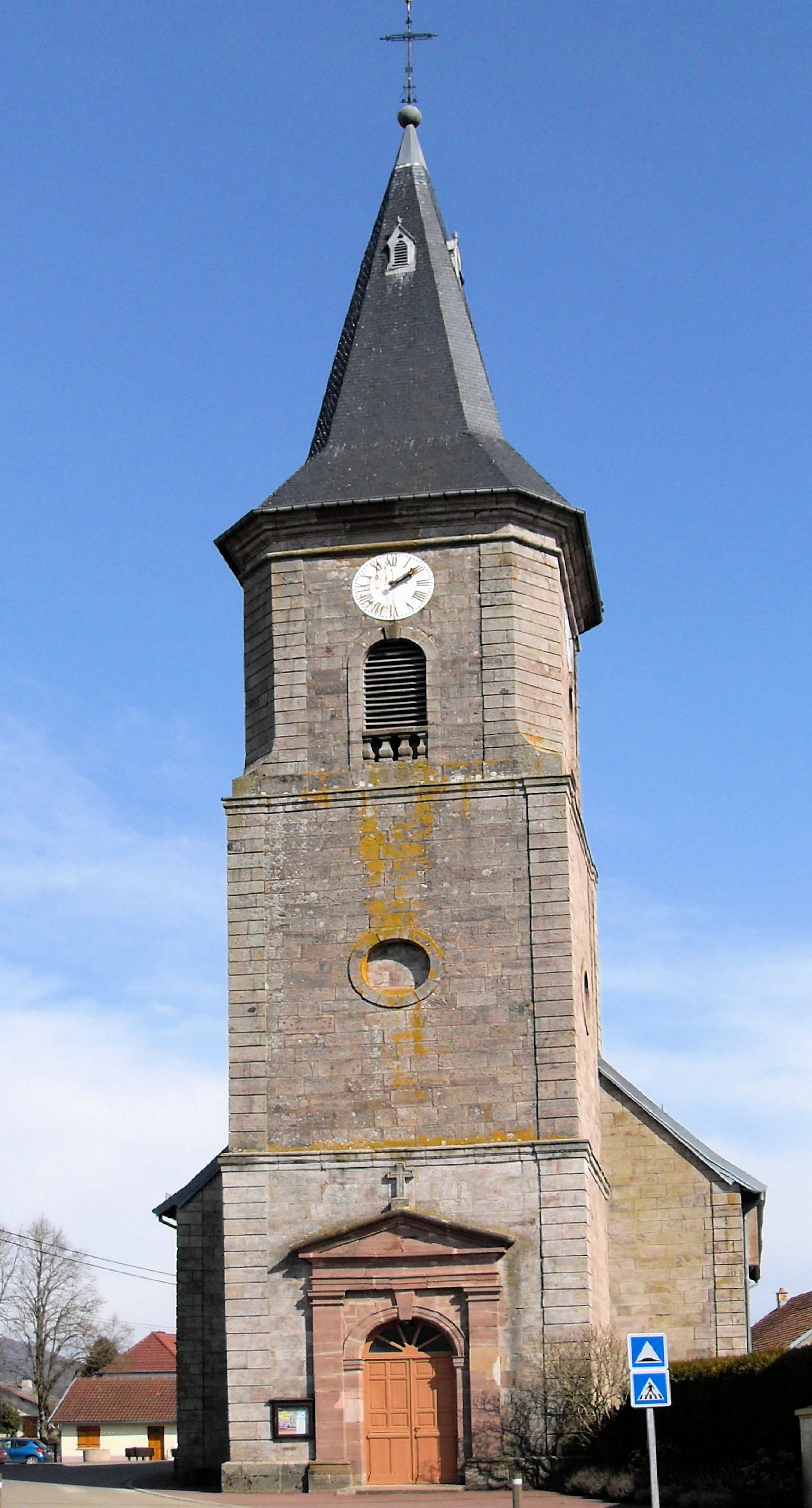
L'église Saint-Vincent.

- L'église Saint-Vincent[24] et son orgue de tribune[25],[26],[27].
- Monument aux morts[28],[29].
- Les moulins[30].
- Les étangs de Malsaucy[31].

## Pour approfondir